# Sophie Quinton
Sophie Quinton (sinh ngày 31 tháng 8 năm 1976) là một nữ diễn viên người Pháp.

## Cuộc đời và Sự nghiệp
Sophie Quinton sinh tại Villedieu-les-Poêles, Manche trong một gia đình nông dân. Cô đậu bằng tú tài kịch nghệ ở trường Trung học Millet tại Cherbourg. Sau đó cô tham gia một ban kịch đường phố.
Cô được chú ý khi đóng các vai đầu tiên trong 2 phim ngắn của Gérald Hustache-Mathieu: Peau de vache và La Chatte andalouse.
Sau đó cô đóng vai nữ chính trong phim Qui a tué Bambi ?, vai diễn mang lại cho cô sự đề cử cho Giải César cho nũ diễn viên triển vọng. Năm 2005, cô trở lại làm việc với đạo diễn Gérald Hustache-Mathieu trong phim dài đầu tiên của ông: phim "Avril".
Cô có hai con trai nhỏ.

## Giải thưởng
- 2004: Giải Suzanne Bianchetti (chung với Sara Forestier)

## Danh mục phim
- 2008: L'Empreinte de l'ange de Safy Nebbou
- 2008: Par suite d'un arrêt de travail... của Frédéric Andrei
- 2007: L'Étrange Monsieur Trip của E.D. Lopez
- 2006: Avril của Gérald Hustache-Mathieu
- 2005: Müetter của Dominique Lienhard
- 2004: Miss Montigny của Miel van Hoogenbemt
- 2003: Poids léger của Jean-Pierre Améris
- 2003: Qui a tué Bambi ? của Gilles Marchand
- 2003: La Chatte andalouse của Gérald Hustache-Mathieu
- 2003: Pacotille của Eric Jameux
- 2002: Peau de vache của Gérald Hustache-Mathieu
- 2001: La Cage của Alain Raoust
- 2001: À la vitesse d'un cheval au galop của Darielle Tillon
- 2000: Dimanche của Emmanuel Finkiel

## Truyền hình
- 2010: Entre deux eaux của Michaëla Watteaux
- 2009: Le Commissariat của Michel Andrieu
- 2005: 1905 của Henri Helman
- 2004: La nourrice của Renaud Bertrand